# Gonars
Gonars (Gonârs in friulano) è un comune italiano di 4 556 abitanti del Friuli-Venezia Giulia.

## Storia

### Preistoria e Protostoria
Le tracce più antiche che attestano la presenza dell'uomo nella Bassa Friulana risalgono al Mesolitico: sono strumenti in selce scheggiata di piccole dimensioni, che si utilizzavano per armare le punte delle frecce da caccia. Questi reperti testimoniano la frequentazione nella bassa pianura friulana di piccoli gruppi di cacciatori o raccoglitori nomadi che tra l'8000 e il 7000 a.C. basavano il proprio sostentamento sulla caccia di grandi mammiferi del bosco (cervi, cinghiali, …) e sulla raccolta di vegetali selvatici. Si pensa che in questo periodo la pianura friulana dovesse essere occupata da un vasto bosco planiziale di querce, frassini, faggi e ricco di fiumi, risorgive e acque stagnanti. Successivamente, nel 5000 a.C., quando ormai il rapporto dell'uomo con l'ambiente e i modi di usare il territorio erano cambiati, questa zona fu colonizzata dalle prime comunità di agricoltori e allevatori neolitici, che occuparono la pianura abbattendo gli alberi, bruciando vaste porzioni dell'antico bosco e spostandosi quindi periodicamente alla ricerca di nuove terre. Comunque la presenza e l'impatto dell'uomo neolitico in questi territori non furono costanti e ciò è dimostrato dalla diversità dei siti archeologici della zona.
Dei periodi successivi, Età del Rame e Età del Bronzo antico (fino ai primi secoli del II millennio a.C.), non ci sono testimonianze archeologiche rilevanti. Invece nel resto dell'Italia del nord, l'Età del Bronzo antico è documentata e conosciuta molto bene: questa è l'epoca delle palafitte e dei grandi villaggi costruiti su palificazioni, le cui comunità sono stabilmente insediate in un territorio definito e vivono grazie alle attività agricola e pastorale, oltre che sulla caccia e sulla raccolta. Invece il territorio friulano presenta delle caratteristiche differenti rispetto al resto dell'Italia settentrionale: non si è a conoscenza di una presenza di palafitte e, mentre ci sono oggetti in bronzo del tutto simili a quelli che erano diffusi nel resto dell'Italia del nord, ci sono anche oggetti in ceramica che invece risentono della cultura balcanico-danubiana.
Invece la documentazione di insediamenti e villaggi è presente a partire dal Bronzo Medio (1700 a.C. circa): l'insediamento di Porpetto è di questo periodo. Sorgeva su un dosso allungato ed era protetto sia da elementi naturali (il fiume Corno a nord e una vasta palude sugli altri lati), sia dall'intervento dell'uomo che realizzò una doppia palizzata di cinta e un terrapieno. Si trattava, inoltre, di un importante centro di produzione metallurgica e forse è proprio per questo che fu l'unico insediamento a sopravvivere, dopo il sorgere di villaggi dell'Età del Bronzo medio, alla crisi che investì gran parte dell'Italia settentrionale e dalla quale la pianura friulana non si risollevò fino al tempo della colonizzazione romana.
Le testimonianze che riguardano l'Età del Ferro (a partire dall'VIII secolo a.C.) sono scarse: i pochi siti (Porpetto, Palazzolo dello Stella, Carlino) si trovavano lungo i fiumi principali e abbastanza vicini al mare. L'occupazione della pianura era quindi rada, ma i reperti lascerebbero pensare a una strategia differente di insediamento rispetto all'Età del Bronzo medio e recente: non si trattava più di un sistema di villaggi situati nelle vicinanze dei fiumi, ma di pochi insediamenti che controllano una vasta porzione di territorio, forse secondo una gerarchia politico-militare precisa.

### Periodo romano
Si sono conservati nel corso dei secoli alcuni toponimi che ci testimoniano che il territorio di Gonars era abitato in epoca romana: innanzitutto Ontagnano, che è un toponimo prediale. I prediali (appunto dal latino praedium, "proprietà terriera", "fondo") indicano i fondi agricoli che prendevano il nome (generalmente il gentilizio) del colono a cui erano stati assegnati: il toponimo prediale si crea quindi a partire da un elemento onomastico e aggiungendovi un suffisso. Certamente il prediale Ontagnano deriva da Antonius, a cui viene aggiunto il tipico suffisso latino -anum.
Ci sono altri toponimi da poter attribuire all'epoca romana come ad esempio “Sacavan”, nome di un terreno situato a nord dell'abitato di Gonars e della Stradalta, anch'esso prediale e derivante forse da Saccavus o Saccavius e “Jevade”, nome attribuito a una strada e indicante appunto che essa era costruita in rilievo, su uno strato di pietre e ghiaia, secondo il tradizionale sistema con cui i Romani realizzavano le strade.
Con ogni probabilità, nel periodo romano i territori di Gonars furono abitati da qualche famiglia di agricoltori, che iniziarono a bonificare e mondare il terreno in modo da renderlo adatto all'agricoltura. Tutto ciò è testimoniato da diversi reperti di età romana, conservati presso il Museo Civico di Udine e da alcune urne cinerarie, conservate invece a Gonars, nella sede della Scuola secondaria “T. Marzuttini”.

### Medioevo
I numerosi reperti longobardi che son stati ritrovati nella zona tra Porpetto e Gonars fanno pensare a un insediamento militare; infatti sono stati ritrovati punte di lancia e di freccia, spathae e umboni di scudo. Di particolare interesse sono la spatha ritrovata a Gonars e un umbone di scudo, definito "da parata" per la ricchezza delle decorazioni, ritrovato a Porpetto, e che forse appartenne a un nobile o a un capo militare. Questi reperti potrebbero risalire alla II metà del secolo VII. Invece il sarcofago ritrovato nel 1968 tra Gonars e Fauglis è del secolo VIII; dentro c'erano i resti di due scheletri (forse marito e moglie longobardi) e, particolarmente interessante, una croce in bronzo che sembra corrispondere alla croce di una capsella del tesoro del Duomo di Cividale, al punto da far pensare che si tratti della sua matrice. Per questo, si ipotizza che l'uomo ritrovato a Gonars fosse un orafo e che la croce bronzea sia uno strumento della sua arte.
Quando i Longobardi arrivano in Friuli portano nuovo vigore e nuovi stanziamenti. Così, anche nelle campagne che circondano i tre paesi di Gonars, Fauglis ed Ontagnano riprende l'attività agricola e, molto probabilmente, anche l'attività artigianale e commerciale. 
Dopo la dominazione longobarda anche Gonars è sottoposto, come il resto della Bassa friulana a quella dei Franchi e infine subisce le invasioni degli Ungari (899-952). Un documento del 1028 con il quale l'imperatore Corrado II concede al Patriarca il governo di queste zone, divenute pressoché inabitate e patria di selve ed incolti, testimonia la condizione di arretratezza e di degrado in cui piomba la pianura friulana in seguito alle incursioni ungare.
Il periodo patriarcale inizia all'insegna dell'arretratezza e della desolazione, ma i Patriarchi si impegnano in un'energica azione per ripopolare e recuperare dal punto di vista economico e sociale tutti i territori del Friuli ad essi soggetti. Il patriarca Poppo (o Poppone) ricostruisce la basilica di Aquileia, inaugurata il 13 luglio 1031. Istituendo il capitolo di Aquileia, gli assegna una parte dei territori della Chiesa aquileiese, elencati in una bolla che porta la data dell'inaugurazione della basilica. Questa bolla è il documento più antico dove sono attestate le ville di Gonars e di Ontagnano, che però restano escluse dalla donazione, probabilmente perché facevano già parte della giurisdizione del castello di Porpetto.
Durante i secoli X e XI, in concomitanza con il progresso sociale ed economico, si definiscono le comunità rurali locali, comprese quelle che al giorno d'oggi fanno parte del comune di Gonars che si pensa avesse una popolazione che si aggirava attorno ai 200-300 abitanti circa, mentre un numero inferiore di individui abitava con ogni probabilità quelle che oggi sono le frazioni. 
Alla fine dell'età patriarcale, negli anni immediatamente precedenti l'arrivo della Serenissima in Friuli (1420), gli abitati di Ontagnano e Fauglis erano posti sotto la giurisdizione dei conti di Castel Porpeto, mentre Gonars dipendeva dalla podestaria di Marano.

### L'Età moderna
Il 1420 segnò l'inizio dell'occupazione veneziana in Friuli, quindi gli abitati di Gonars, Fauglis e Ontagnano con l'annessa campagna passarono sotto il governo veneto, anche se in modo indiretto. Infatti la Serenissima riconobbe l'investitura feudale del conte di Gorizia su Ontagnano e Fauglis fino alla morte dell'ultimo discendente, mentre dall'altra parte Gonars rimase, assieme alla podestaria di Marano, sotto la protezione del Patriarca.
Contemporaneamente all'inizio del dominio della Repubblica di Venezia in Friuli, sul confine orientale si prospettò la minaccia turca. Proprio le invasioni in terra friulana dei loro eserciti segnarono dolorosamente la seconda metà del secolo; di particolare rilievo per la storia di Gonars fu la scorreria del 1477, che portò alla distruzione dell'intero abitato assieme a quello di Ontagnano, ridotti in cenere come numerosi gli altri villaggi nelle vicinanze della Stradalta.
A incrinare ulteriormente la situazione di questi luoghi, il 1500, anno in cui morì Leonardo, ultimo discendente della dinastia dei conti di Tirolo-Gorizia, segnò l'inizio di una violenta disputa tra la casa d'Austria e la Repubblica veneziana per il dominio della Bassa pianura friulana. Gli austriaci ereditarono i beni dei conti di Gorizia (in quanto ne erano possessori), mentre Venezia pretese di ampliare il proprio governo su quella parte di beni che non molti decenni prima aveva dato in concessione feudale agli stessi conti di Gorizia. Il risultato fu una guerra tra la Serenissima repubblica da una parte e l'Austria, fiancheggiata da Spagna, Francia e alcuni principi italiani (a formare la lega di Cambrai) dall'altra.
La situazione si definì con i patti di Noyon del 1516 e la dieta di Worms del 1521, in cui si decretò che l'Austria, fatti salvi i diritti riservati al Patriarca, avesse il governo di buona parte della Bassa pianura friulana, compresi gli abitati di Gonars, Fauglis e Ontagnano, assieme alle ville di Castello, Porpetto, Villanova, Chiarisacco, San Giorgio, Nogaro e Carlino. Tale definizione però si concretizzò solo dal 1546, dopo che la contrapposizione tra Venezia e Austria si era fatta più acerba: infatti la prima aveva rioccupato la fortezza di Marano (1542), mentre la seconda aveva costruito nelle adiacenze di tale fortezza il presidio di Maranutto, per controllare la zona. Così ebbe inizio il governo austriaco sui territori dell'odierno comune di Gonars, protrattosi quasi ininterrottamente per circa tre secoli, anche se i continui dissidi tra Serenissima e Impero causarono forti tensioni. Oltre a questi attriti politici c'erano anche le liti continue liti che sorgevano tra paesi vicini che però erano sottoposti a governi contrapposti: principalmente l'oggetto delle liti erano i diritti di utilizzo di pascoli, fiumi, paludi e di tutti quei beni soggetti a un uso promiscuo. Questo continuo stato di tensione inevitabilmente degenerò: nel 1615 scoppiò una nuova guerra tra Venezia e Austria, la “guerra di Gradisca”, così denominata per il concentrarsi delle operazioni attorno alla fortezza omonima. Dopo circa tre anni di scontri, nel 1618 fu sancita la pace a Madrid che riportò le divisioni territoriali alla condizione precedente all'inizio della guerra e quindi riaffermò il dominio austriaco su Gonars, Fauglis e Ontagnano.
A causa di questa situazione tesa e instabile, la condizione economica e sociale di queste terre tra Cinquecento e Seicento non si presentava per niente prospera. L'aumento delle tasse, l'indebitamento crescente delle famiglie di reddito medio-basso, la vendita progressiva dei beni comunali e l'arricchimento e il conseguente potenziamento delle famiglie nobili e benestanti, altro non erano che sintomi evidenti della povertà diffusa e del malessere che serpeggiava tra i contadini e i piccoli artigiani. Solo con la seconda metà del Seicento la situazione migliorò leggermente, soprattutto per l'introduzione, nel settore agro-economico, di due innovazioni fondamentali: la coltivazione dei gelsi con il relativo allevamento dei bachi e la coltivazione del mais. Entrambe divennero in pochi decenni la base economica fondamentale della sussistenza delle classi povere di questi paesi; in particolare il mais, che aveva una resa nettamente maggiore di quella del grano, fornì la base primaria dell'alimentazione per i tre secoli successivi. Il dominio assoluto in campo alimentare di questo cereale, così utile ad allontanare lo spettro della fame, portò però la diffusione in tutte queste zone della pellagra e del cretinismo, che flagelleranno Gonars, Fauglis e Ontagnano fino agli inizi del Novecento.
Oltre al decadimento e ristagno economico dei secoli XVI-XVIII, venne meno il potere delle istituzioni: il patriarcato aveva perduto praticamente ogni funzione civile già dall'inizio della dominazione veneziana: alcuni dei suoi territori erano sottoposti al controllo di Venezia e altri al controllo della casa d'Austria; le gastaldie e le podestarie erano via via divenute giurisdizioni di tipo privato, lasciate in eredità di padre in figlio, e legate a interessi quasi esclusivamente familiari; la forza e la libertà delle comunità rurali si erano lentamente degradate e assottigliate, schiacciate dal peso sociale ed economico delle famiglie di signori. 
Per volontà dell'imperatore Ferdinando II, dal 1647 Gonars, Fauglis e Ontagnano entrarono nell'autonoma contea principesca di Gradisca, che dal 1717 era sotto le dirette dipendenze della casa d'Austria e in seguito accorpata, nel 1754, alla contea di Gorizia con il titolo di “Contea di Gorizia e Gradisca”. In un certo senso in questi anni si compì il processo di definizione dei confini tra i territori veneti e quelli della casa d'Austria, intersecati in un intreccio di giurisdizioni e diritti che non era facile sciogliere. La soppressione del patriarcato di Aquileia nel 1751 fu lo stimolo per risolvere il problema, che si protraeva da oltre due secoli, di tracciamento del confine tra i territori della Repubblica e quelli dell'Impero. Tale confine era caratterizzato da un andamento contorto legato principalmente all'andamento dei fiumi e dei corsi d'acqua presenti nella zona (con speciale riferimento al fiume Ausa).
La fine del Patriarcato fu anche l'origine della realizzazione delle due Arcidiocesi di Gorizia e di Udine e la definizione dei territori religiosi di rispettiva competenza. La testimonianza concreta e tuttora esistente degli accordi di metà Settecento è la pietra confinaria posta nel 1753 sul confine che separava l'abitato di Gonars da quello di Morsano, poi rimossa nel 1808 per ordine del Dipartimento di Passariano istituito dai francesi e conservata oggi nel cortile della canonica di Gonars. Su di essa vi è incisa, in latino, la sua funzione: Confine dell'Austria Interiore e del Friuli Veneto, dopo la pace di Worms mai collocato, posto durante i domini di Maria Teresa romana imperatrice sempre augusta, regina d'Ungheria e di Boemia, Arciduchessa d'Austria e Francesco Laureano doge di Venezia, con la mediazione di Ferdinando Filippo conte di Harrsch e Giovanni Donato per la definizione dei confini. 1753. Però, contrariamente ai giorni nostri, all'epoca il confine il più delle volte non aveva delle definizioni precise e incontestabili. Per questo motivo si spiega il continuo conflitto di interessi tra i due Stati confinanti.

### L'Età contemporanea
L'arrivo di Napoleone nel 1797 segnò profondi cambiamenti in Friuli, così come ovunque fossero arrivate le armate francesi. Il nuovo secolo si aprì sotto la tutela della dominazione francese, che tenne il governo del Friuli dal 1805 al 1813. Passati sotto l'amministrazione del distretto di Palmanova e del dipartimento di Passariano, i tre abitati di Gonars, Fauglis e Ontagnano subirono in pochi anni una profonda ristrutturazione amministrativa ma anche politica e sociale. Il dato più importante fu l'accorpamento dei tre abitati nell'unico nucleo del comune di Gonars, con la fissazione della struttura attuale di un capoluogo con frazioni annesse, governato da un sindaco e da consiglieri nominati dal prefetto del dipartimento. In questo periodo furono fondamentali anche l'introduzione del codice civile, che si sostituì a tutti i diritti e le giurisdizioni di retaggio ancora feudale, la realizzazione di un catasto, detto appunto napoleonico, per una distribuzione più equilibrata della tassazione sul territorio, e il miglioramento delle reti viarie, prima fra tutte la Stradalta (denominata appunto anche “Napoleonica”), resa più rettilinea ed agevole al transito.
Con la sconfitta di Napoleone e, più precisamente dal 1813, iniziò il secondo periodo della dominazione austriaca, esteso praticamente a tutto il Friuli. Attraverso un proclama, il 7 aprile 1815 fu istituito il Regno Lombardo-Veneto, che comprendeva dentro i suoi confini tutti i territori friulani appartenuti un tempo a Venezia. A fianco e in continuità con esso, la restante parte dei territori friulani, già sotto la tutela austriaca da tempi anteriori alla Rivoluzione francese, dal punto di vista amministrativo si unì invece ai “Paesi della Corona”. Questo confine immaginario, che passava proprio nelle vicinanze di Palmanova, non creava però nessuno stacco o divario tra il neonato Regno Lombardo-Veneto e i domini ereditari della Casa d'Asburgo; le misure amministrative erano più o meno le stesse, le misure fiscali erano quasi identiche, la legge comunale e provinciale era uguale, così come le disposizioni riguardanti l'istruzione, la giustizia e gli obblighi militari.
Nonostante questa organizzazione positiva e un carico fiscale decisamente inferiore a quello degli anni napoleonici, non si può dire però che queste terre accettassero di buon occhio e tranquillamente il dominio della Casa d'Austria. Le lamentele, le contestazioni e le proteste erano numerose e a volte sfociavano in vere e proprie rivolte o azioni armate. La concomitanza di questi cambiamenti politici e di avvenimenti dolorosi con un susseguirsi di carestie, legate ad una pessima congiuntura climatica (il 1816 è definito “l'anno senza estate”, mentre gli anni seguenti furono altrettanto freddi e sfavorevoli all'agricoltura), portarono l'intera regione a livelli di vita veramente bassi, testimoniati in maniera significativa dalla definizione di questo piccolo periodo, 1813-1821, come “i agns de grande fan”. 
Nel frattempo nacque la provincia di Udine (1814), che accolse al suo interno anche i paesi di Gonars, Fauglis e Ontagnano, precedentemente sottoposti alla Contea di Gorizia e Gradisca, mentre il sindaco fu sostituito da un podestà e il catasto, realizzato dai francesi, fu completato, con le conseguenti revisione e perequazione della tassazione. Fu abolito il Codice napoleonico, sostituito con il Codice civile austriaco (per molti aspetti più avanzato di quello francese), che restò in vigore in Friuli fino al 1871. Soprattutto però furono ridefinite le amministrazioni locali e provinciali, i cui membri furono scelti per la maggior parte tra le file della classe medio-alta locale, al fine di far governare i propri sudditi da persone direttamente a loro legate.
Però la situazione economico-sociale delle classi medio-basse continuò a peggiorare. L'attività principale era l'agricoltura che occupava la stragrande maggioranza della popolazione in qualità soprattutto di giornalieri, mezzadri e fittavoli. Questi, sottoposti a patti colonici sempre più gravosi, andavano via via a incrementare il numero di contadini senza il possesso della terra, i quali, poiché erano inevitabilmente e direttamente legati ai flussi variabili dell'attività agricola, costituirono il bacino demografico da cui attingerà successivamente il fenomeno dell'emigrazione, che fu significativo ed evidente specialmente dalla seconda metà del secolo. Invece il possesso dei terreni era, soprattutto nella zona della Bassa friulana, nelle mani di grossi proprietari, che non lo amministravano direttamente, ma per mezzo di gastaldi e fattori, il cui impegno principale era la gestione e il controllo dell'attività dei sottoposti contadini, per lo più assoldati attraverso il patto di mezzadria. A fianco all'agricoltura, l'artigianato e l'industria si presentavano come attività marginali e dirette ad un fabbisogno prettamente locale.
Il malessere derivante da questa situazione stagnante e economicamente povera, unito a fermenti di tipo indipendentista ed irredentista, alimentò i moti del 1848, che percorsero anche il Friuli lasciando segni indelebili soprattutto nella zona di Palmanova e dei paesi circostanti e che furono la spia più evidente e significativa della futura unità d'Italia. Infatti nel processo di unificazione nazionale i territori friulani, essendo una zona di confine, assunsero una significativa importanza strategica; lo dimostra innanzi tutto l'oscillare del confine tra il neonato Regno d'Italia e la casa d'Austria, fissato nell'agosto del 1866, alla fine della Terza guerra d'indipendenza, lungo una linea che passava tra Morsano e Gonars, e spostato nel mese di ottobre dello stesso anno alcuni chilometri ad est di Palmanova. Da quella data in poi l'odierno territorio del Comune di Gonars fu stabilmente territorio italiano.
Però questo profondo cambiamento politico, accolto con tiepido entusiasmo, non portò a un significativo mutamento delle condizioni economiche e sociali della Bassa pianura friulana. La stragrande maggioranza della popolazione era ancora impiegata nell'attività agricola, che però non riusciva a fornire il nutrimento necessario a sfamare in modo completo tutta la popolazione. Questa situazione di ristagno fu l'origine e la crescita del fenomeno dell'emigrazione, che vide tra la fine dell'Ottocento e la prima metà del Novecento un ingente numero di braccianti partire in cerca di fortuna e di lavoro non solo in Europa, ma anche nel resto del mondo. Questo fu il fenomeno più rilevante di un periodo, quello tra il 1866 e il 1914, segnato da decenni di pace, ma caratterizzato da una storia opaca, priva di avvenimenti significativi e di qualsiasi rilevante progresso.
In contemporanea con questi flussi migratori, soprattutto di carattere temporaneo e stagionale, ma che progressivamente assumeranno il tenore di emigrazioni permanenti, specialmente transoceaniche, che portarono al Friuli un consistente apporto finanziario attraverso le rimesse degli emigranti, gli inizi del Novecento presentarono nei territori comunali la nascita di un certo sviluppo artigianale e commerciale, caratterizzato in particolar modo per il territorio di Gonars dall'attività calzaturiera. Essa costituì per tutto il ventesimo secolo, con inevitabili alti e bassi, uno dei settori economici principali di questa zona, affiancato da altre attività, come per esempio la lavorazione del ferro e del legno, la molitura, la sartoria e un numero considerevole di osti e pizzicagnoli.

### La prima guerra mondiale
Il lento progresso economico della zona conobbe una profonda battuta d'arresto nei due anni antecedenti l'inizio della prima guerra mondiale. Tra il 1913 e il 1915 ci fu una crisi generale: i pochi commerci con l'estero praticamente si bloccarono, l'agricoltura non era in condizioni invidiabili, mentre le poche iniziative sostenute dai consorzi e dai privati nella Bassa friulana, specialmente le bonifiche e la messa a coltura di nuovi terreni, si inserivano in un contesto di condizioni economico-sociali troppo disastrate per poter essere modificate in tempi brevi. Questa è a grandi linee la delicata e precaria situazione in cui versava tutto il Friuli, soprattutto la Bassa pianura, alle soglie del primo conflitto mondiale. L'inizio delle ostilità trovò in generale nella popolazione un atteggiamento riservato e fortemente avverso alla guerra e un'idea diffusa di essa come “tremenda calamità” per un territorio povero e fin dall'antichità terra di passaggio nonché campo di battaglia di numerosi eserciti. Proprio lungo il confine tra Friuli ed Austria si combatterono alcune delle battaglie fondamentali dell'intero conflitto.
Sul territorio di Gonars si insediarono un ospedaletto militare e un campo di aviazione, che ebbe la funzione di base d'appoggio di importanti azioni degli aerei militari italiani contro il territorio austro-ungarico. In particolare una di queste è ricordata a Gonars nel monumento all'Aviazione: si tratta di un imponente bassorilievo in bronzo, realizzato nel 1968 dall'artista friulano Gigi Di Luca, che ricorda l'azione di guerra del 18 febbraio 1916 del Magg. pil. Oreste Salomone, che, unico superstite dell'equipaggio del suo bombardiere "Caproni", riuscì ad effettuare un atterraggio di emergenza nel campo di aviazione di Gonars. 
Il 5 ottobre 1915 arriva la 4ª Squadriglia per l'artiglieria che il 15 aprile 1916 diventa 44ª Squadriglia la quale resta fino alla Battaglia di Caporetto e nel febbraio 1916 la 3ª Squadriglia per l'artiglieria che il 15 aprile 1916 diventa 43ª Squadriglia restando fino al 30 aprile.
La disfatta di Caporetto dell'ottobre 1917 aggravò a dismisura gli effetti già tragici della guerra e fece piombare l'intero territorio friulano nelle mani degli eserciti degli Imperi Centrali.
La fine del conflitto consegnò ai friulani, stremati e costernati dagli anni di guerra, un territorio devastato: il 50% della superficie agraria era inutilizzabile, il processo di industrializzazione interrotto e riportato ai livelli di oltre trent'anni prima, la popolazione decimata, soprattutto nelle sue fasce più produttive, e costretta alla disoccupazione o all'emigrazione a causa delle condizioni di povertà estrema e delle prospettive lavorative quasi inesistenti. Non faceva eccezione a questo contesto il Comune di Gonars che se da un lato vedeva lo sviluppo di alcune piccole aziende artigiane, dall'altro subiva ugualmente il fenomeno dell'emigrazione. La fine del conflitto portò anche cambiamenti sociali importanti, primo tra tutti il dissolvimento del mondo ottocentesco con i suoi privilegi e le sue prerogative. Lo si vede soprattutto nei territori agricoli della Bassa friulana dove, per la congiunta spinta di lavoratori cattolici e socialisti, si concretizzò l'abolizione della mezzadria e di tutti quei patti colonici affini ad essa e assai gravosi per il mondo dei contadini e dei braccianti.

### Il fascismo
Negli anni venti del Novecento iniziò e si consolidò il periodo del fascismo, di cui si ricorda il famoso discorso tenuto da Mussolini a Udine nel settembre del 1922. Da quell'anno in poi l'accentramento progressivo attuato dal partito del duce, che portò all'affermazione dello stato totalitario, basato sulla gestione accurata del consenso e della repressione, si sovrappose a tutte le spinte autonomistiche di ambito locale, che saranno via via inglobate e schiacciate dal nuovo stato di stampo autarchico e fortemente centralizzato. Dal punto di vista economico a causa della povertà i piccoli proprietari della pianura friulana, soprattutto nella Bassa, furono costretti a ipotecare le misere terre di cui erano proprietari.
Inoltre l'emigrazione fu nuovamente un fattore fondamentale della vita economica di tutta la regione, dopo alcuni anni di apparente regresso. Invece furono attuate opere di bonifica e realizzate alcune opere pubbliche legate in special modo alla viabilità e ai progetti di sistemazione dei bacini idrografici. Poco si fece per la promozione dell'industria friulana, che non superò, se non raramente, il livello della piccola azienda, come dimostra ampiamente anche l'artigianato dell'epoca sorto nel territorio di Gonars e nei comuni limitrofi. Un caso a parte fu l'intervento diretto dello Stato con i suoi capitali nella realizzazione dello stabilimento di Torviscosa, bacino di raccolta per tutto il secolo di numerosa manodopera proveniente dagli abitati di Gonars, Fauglis e Ontagnano.
L'entrata in guerra dell'Italia mussoliniana fu accolta con preoccupazione da buona parte dell'opinione pubblica. L'ostilità profonda nei confronti della guerra e del regime fascista si manifestò dopo l'8 settembre 1943 attraverso la rivolta dei partigiani, che fu forte e significativa in tutto il territorio friulano, e in generale attraverso il movimento della Resistenza, sostenuto dal consenso e dalla collaborazione della maggioranza della popolazione. In particolare, per quanto riguarda l'abitato di Gonars e il suo territorio, le vicende della seconda guerra mondiale si intrecciarono in maniera strettissima con la vita della comunità locale in quanto nell'autunno del 1941 il regime fascista realizzò un campo di concentramento, in cui dalla primavera del 1942 furono internate molte migliaia di civili catturati nei territori occupati dall'esercito italiano nella ex Jugoslavia.

### Il campo di concentramento
Per quanto riguarda l'abitato di Gonars ed il suo territorio in modo particolare, gli avvenimenti della seconda guerra mondiale si legano in modo molto stretto con la vita della comunità locale perché il regime fascista realizza nell'autunno del 1941 un campo di concentramento, dove dalla primavera del 1942 furono internate molte migliaia di civili rastrellati nei territori occupati dall'esercito italiano nell'allora Jugoslavia.

### Gli anni della Repubblica
Con la conclusione della seconda guerra mondiale, quando nel territorio friulano si incontrarono le forze armate provenienti dal fronte italiano e quelle dell'esercito popolare di liberazione jugoslavo, nacquero numerose problematiche che costituirono le linee guida del dopoguerra friulano e italiano, prime tra tutte quelle legate alla definizione dei confini, che ormai da secoli erano un punto critico di questa zona, e al caso particolare di Trieste e del suo territorio. L'avvenimento più importante del secondo dopoguerra fu la determinazione, in sede di riassetto amministrativo e costituzionale dello Stato italiano, della nascita della Regione “Friuli Venezia Giulia”, che portò alle prime elezioni per il Consiglio della Regione tenutesi il 10 maggio 1964.
In questi anni di ricostruzione e di ripresa post-bellica si sviluppò un progresso economico che per la prima volta portò ad un abbandono del settore agricolo per indirizzarsi maggiormente verso altri settori, in primis quello industriale. Così la proprietà fondiaria, anche quella della Bassa pianura dove le spinte verso un ammodernamento delle tecniche e dell'intero settore erano più forti, vide diminuire la sua importanza, a favore di un significativo decollo industriale, specialmente nel settore metalmeccanico. Per quanto riguarda il basso Friuli, e con esso quindi anche il comune di Gonars, furono significativi gli sforzi diretti alle bonifiche e alla realizzazione della grande e piccola viabilità (soprattutto della direttrice autostradale Venezia-Trieste, con il ramo annesso Palmanova-Udine-Tarvisio), ma soprattutto la diffusione della piccola industria e, accanto ad essa, dell'artigianato locale, che però era diretto in parte rilevante anche ai mercati internazionali e transcontinentali.
Così il secondo cinquantennio del secolo vide il progressivo diffondersi di un'economia industriale ed artigianale che si fece via via più attiva e aperta agli influssi internazionali. Gonars si inserì in questa evoluzione attraverso soprattutto il mercato delle calzature. In questo settore la creazione di scarpe di pelle di tipo economico portò a una produzione destinata ad un mercato di massa, rivolto anche all'Austria, alla Germania, ai Paesi Bassi, al Belgio e a diversi altri paesi.
Il terremoto del maggio del 1976, e le numerose scosse successive che devastarono gran parte del territorio della regione, lasciarono sostanzialmente indenni i territori del Basso Friuli, che però parteciparono al lutto delle comunità più colpite e si prestarono attivamente all'aiuto dei comuni maggiormente devastati e alla ricostruzione degli stessi. Tale ricostruzione avvenne in tempi brevi e in un certo senso diede un nuovo stimolo all'economia che tuttavia non riuscì ad evitare la crisi sopravvenuta nei due decenni successivi.
Anche Gonars con il suo territorio risentì di questa congiuntura economica negativa, con segni di regresso produttivo nel settore delle calzature. Ora, grazie alla realizzazione di una zona artigianale, sono sorte numerose attività artigianali e commerciali a ridosso della SS252 "Napoleonica". Quindi l'attività economica risulta suddivisa in diverse attività e non più concentrata in un unico settore produttivo.

### Simboli
Lo stemma e il gonfalone sono stati riconosciuti con decreto del capo del governo del 14 luglio 1937.
Il gonfalone è un drappo interzato in fascia d'azzurro, di giallo e d'azzurro.

## Monumenti e luoghi di interesse

### Architetture religiose
- Chiesa di San Canciano Martire
- Chiesa di San Giorgio Martire
- Chiesa di San Michele Arcangelo

### Sacrario memoriale per gli internati del campo di concentramento 1942-1943
Nel Sacrario Memoriale sono raccolti i resti degli internati morti nel campo di concentramento fascista di Gonars. Il monumento è stato costruito nel 1973, per iniziativa della Repubblica Federativa di Jugoslavia, su progetto dello scultore Miodrag Zivkovic di Belgrado. Le cripte ospitano le spoglie di 471 persone. Di queste, 410 sono state riesumate nel cimitero di Gonars, le altre a Palmanova (morti nell'ospedale), a Visco e a Padova, dove c'erano altri due campi di concentramento per internati civili jugoslavi. Sono qui tumulati inoltre due partigiani jugoslavi fucilati dai tedeschi a Chiusaforte, in Valcanale.
Il monumento ha la forma di un fiore stilizzato, con gli elementi fatti in lamiera di acciaio inossidabile, all'interno della cui corona si trovano due cripte circolari con le nicchie per le piccole urne. Ogni anno in varie ricorrenze il Comune di Gonars, che si impegna nella cura del monumento, vi organizza commemorazioni alla presenza di autorità slovene, croate, serbe.
Il Sacrario Memoriale, che raccoglie le spoglie di questi caduti, funge anche da monito contro la guerra, causa di ogni violenza, contro il fascismo che ha consentito e organizzato l'enorme tragedia che qui si è svolta e contro l'ideologia razzista che consente e provoca la discriminazione, l'intolleranza, la segregazione.
Si trova all'interno del cimitero di Gonars. N. 32 dello stradario.

## Società

### Evoluzione demografica
Abitanti censiti

### Lingue e dialetti
A Gonars, accanto alla lingua italiana, la popolazione utilizza la lingua friulana. Ai sensi della Deliberazione n. 2680 del 3 agosto 2001 della Giunta della Regione autonoma Friuli-Venezia Giulia, il Comune è inserito nell'ambito territoriale di tutela della lingua friulana ai fini della applicazione della legge 482/99, della legge regionale 15/96 e della legge regionale 29/2007.
La lingua friulana che si parla a Gonars rientra fra le varianti appartenenti al friulano centro-orientale.

## Amministrazione
| Periodo | Periodo   | Primo cittadino  | Partito         | Carica  | Note |
| ------- | --------- | ---------------- | --------------- | ------- | ---- |
| 1995    | 1999      | Elisetta Moretti | Centro sinistra | Sindaco |      |
| 1999    | 2009      | Ivan Cignola     | Lista civica    | Sindaco |      |
| 2009    | 2019      | Marino Del Frate | Lista civica    | Sindaco |      |
| 2019    | in carica | Ivan Diego Boemo | Lista civica    | Sindaco |      |

Le elezioni comunali del 2024 hanno visto la vittoria di Ivan Diego Boemo, sostenuto da una due liste civiche di centrodestra, che ha ottenuto il 65,1% dei voti; il candidato di Alex Cittadella si è invece fermato al 34,9%.